# Liste der Kulturdenkmäler in Istergiesel
Die folgende Liste enthält die in der Denkmaltopographie ausgewiesenen Kulturdenkmäler auf dem Gebiet des Ortsteils Istergiesel der  Stadt Fulda, Landkreis Fulda, Hessen.
Hinweis: Die Reihenfolge der Denkmäler in dieser Liste orientiert sich an der Anschrift, alternativ ist sie auch nach der Bezeichnung oder der Bauzeit sortierbar.
Kulturdenkmäler werden fortlaufend im Denkmalverzeichnis des Landes Hessen durch das Landesamt für Denkmalpflege Hessen auf Basis des Hessischen Denkmalschutzgesetzes (HDSchG) geführt. Die Schutzwürdigkeit eines Kulturdenkmals hängt nicht von der Eintragung in das Denkmalverzeichnis des Landes Hessen oder der Veröffentlichung in der Denkmaltopographie ab.

## Istergiesel
| Bild            | Bezeichnung    | Lage                                                 | Beschreibung | Bauzeit | Objekt-Nr. |
| --------------- | -------------- | ---------------------------------------------------- | ------------ | ------- | ---------- |
| Bild gesucht BW | Winkelhof      | Am Märzrasen 2 LageFlur: 2, Flurstück: 23/10         |              | 1667    |            |
| Bild gesucht BW | Bildstock      | Am Märzrasen LageFlur: 2, Flurstück: 30/8            |              | 1854    |            |
| Bild gesucht BW | Bildstock      | Am Steinknüppel LageFlur: 1, Flurstück: 156          |              | 1844    |            |
| Bild gesucht BW | Wegekreuz      | Am Steinknüppel LageFlur: 1, Flurstück: 173          |              | 1900    |            |
| Bild gesucht BW | Bildstock      | Istergieseler Straße LageFlur: 2, Flurstück: 140/58  |              | 1799    |            |
| Bild gesucht BW | Fachwerkhaus   | Istergieseler Straße 16 LageFlur: 2, Flurstück: 13/1 |              | 1824    |            |
| Bild gesucht BW | Friedhofskreuz | Stiller Weg LageFlur: 1, Flurstück: 170/2            |              | um 1900 |            |